# Psychotria levis
Psychotria levis là một loài thực vật có hoa trong họ Thiến thảo. Loài này được (Standl.) C.M.Taylor miêu tả khoa học đầu tiên năm 1999.